# Rufus C. Camphausen
Rufus C. Camphausen (* 16. Februar 1948 in Deutschland; † 20. Mai 2013 in Leeuwarden) war ein deutsch-niederländischer Autor aus dem Bereich spiritueller Erotik und Mystik.
Unter anderem entwarf Camphausen 1981, zusammen mit Apolonia van Leeuwen, ein auf dem kabbalistischen Lebensbaum basierendes, rein symbolisches Tarot („Tree-of-Life“). Entsprechend der hermetischen Kabbala repräsentieren die 22 hebräischen Buchstaben die Trumpfkarten und Pfade, die 10 Sephiroth die Zahlenkarten, die vier Elemente die Hofkarten und die vier Suiten der kleinen Arkana die absteigenden Vier Welten der Kabbala.

## Privates
Der gebürtige Düsseldorfer war seit 1991 mit Christina de Vries verheiratet.

## Werke
- Tarot und Kabbala. Spiegel des Lebens. Sphinx, Basel 1983 (3. Auflage 1991), ISBN 3-85914-319-0.
  - mit Apolonia van Leeuwen: Tree-of-Life – Kabbalistisches Tarot, AGM 1983, ISBN 3-905017-15-6.
- The Encyclopedia of Erotic Wisdom. Inner Traditions, Vermont 1991, ISBN 0-89281-321-0.
- The Divine Library. A Comprehensive Reference Guide to the Sacred Texts and Spiritual Literature of the World. Inner Traditions, Vermont 1992, ISBN 0-89281-351-2.
- The Yoni. Sacred Symbol of Female Creative Power. Inner Traditions, Vermont 1996, ISBN 0-89281-562-0.
  - dt.: Yoni. Die Vulva. Diederichs, 1999, ISBN 3-424-01482-6.
- Return of the Tribal. A Celebration of Body Adornment. Park Street Press, Vermont 1997, ISBN 0-89281-610-4.
- The Encyclopedia of Sacred Sexuality. Inner Traditions, Vermont 1999, ISBN 0-89281-719-4.
- mit Eva Sawada und Christina Camphausen: Magie der Blumen. IRIS / Königsfurt-Urania, 2001, ISBN 90-76274-79-7.